# Polystomellaceae
Polystomellaceae es una familia de hongos con ubicación taxonómica incierta en la clase Dothideomycetes.